# IBM 5151

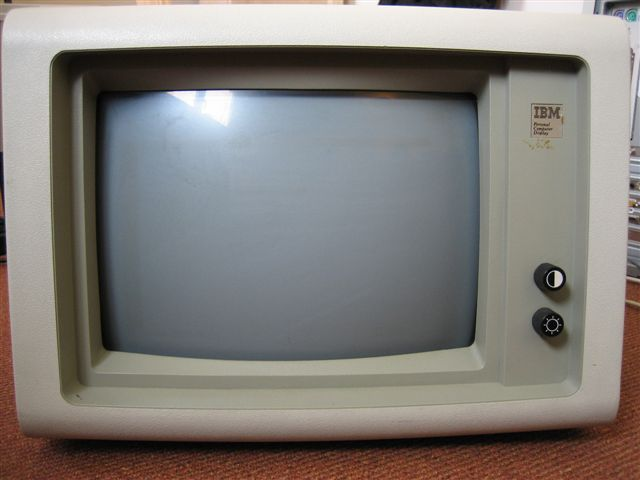
O Monitor monocromático IBM 5151

O IBM 5151 foi um monitor monocromático TTL de 12", despachado com o computador pessoal da IBM original.
Produzia só cores verdes porque usava fósforo P39. A IBM desenhou seu ecrã monocromática MDA para produzir caracteres extremamente bem formados para a época. O monitor foi pensado para ser ligado a um IBM Monochrome Display Adapter que não tinha modos gráficos, e só suportava o modo de texto 80x25, usando 9x14 pixeis por caracter. A Placa gráfica Hércules tinha sua resolução desenhada ao redor deste monitor, permitindo económicos gráficos de PC de alta resolução. Algumas pessoas também usaram os monitores 5151 com placas CGA ou EGA para seus modos monocromáticos.
O monitor tem um CRT de 11,5 polegadas, medidas diagonalmente, com 90 graus de defleção gravado para reduzir o reflexo. O monitor usava entradas digitais TTL através de um conector D-shell de 9 pinos. Seu cabo de corrente liga-se no porto fêmea da fonte de energia de corrente alternada do IBM PC, e portanto não tem um interruptor de ligação própria.
O monitor monocromático de IBM tinha uma resolução de 350 linhas horizontais e um rácio de refrescamento de 50 Hz. IBM resolveu o problema do pisco do ecrã usando fósforo P39 de alta persistência que conserva energia durante um longo período de tempo à medida que o raio electrónico desenha a imagem no ecrã. No entanto, isto cria um efeito prejudicial de mancha quando a imagem exibida muda rapidamente, ou de "colas" associado a imagens que se movem.
Ainda que o monitor era geralmente fiável, reconhecia-se que nos casos excepcionais se produziam falhas, o flyback TFB648 de alta tensão do monitor ('transformador de volts') era a causa mais comum.

## Especificações
| Tipo                  | Digital, TTL                               |
| Resolução             | 720h × 350v                                |
| Tamanho               | 280mm (Alt) x 380mm (Larg) x 350 mm (Prof) |
| Peso                  | 7.9kg                                      |
| Saída de calor        | 325 BTU/Hr                                 |
| Frequência Horizontal | 18.432 kHz                                 |
| Frequência Vertical   | 50 Hz                                      |